# Ilka Chase
Ilka Chase (New York, 8 aprile 1905 – Città del Messico, 15 febbraio 1978) è stata un'attrice e conduttrice radiofonica statunitense.

## Filmografia parziale

### Cinema
- Why Leave Home?, regia di Raymond Cannon (1929)
- The Careless Age, regia di John Griffith Wray (1929)
- Rich People, regia di Edward H. Griffith (1929)
- La perla di Hawaii (South Sea Rose), regia di Allan Dwan (1929)
- Let's Go Places, regia di Frank R. Strayer (1930)
- Come nasce l'amore (The Big Party), regia di John G. Blystone (1930)
- Temerario nato (Born Reckless), regia di Andrew Bennison e John Ford (1930)
- Ragazze e giovanotti del 1890 (The Florodora Girl), regia di Harry Beaumont (1930)
- On Your Back, regia di Guthrie McClintic (1930)
- Fast and Loose, regia di Fred C. Newmeyer (1930)
- Free Love, regia di Hobart Henley (1930)
- Once a Sinner, regia di Guthrie McClintic (1931)
- Il bel capitano (The Gay Diplomat), regia di Richard Boleslawski (1931)
- The Animal Kingdom, regia di Edward H. Griffith (1932)
- Soak the Rich, regia di Ben Hecht e Charles MacArthur (1936)
- Una moglie ideale (The Lady Consents), regia di Stephen Roberts (1936)
- Stronger Than Desire, regia di Leslie Fenton (1939)
- Perdutamente tua (Now, Voyager), regia di Irving Rapper (1942)
- Non c'è tempo per l'amore (No Time for Love), regia di Mitchell Leisen (1943)
- I cari parenti (Miss Tatlock's Millions), regia di Richard Haydn (1948)
- La ragazza del secolo (It Should Happen to You), regia di George Cukor (1954)
- Bolide rosso (Johnny Dark), regia di George Sherman (1954)
- Il grande coltello (The Big Knife), regia di Robert Aldrich (1955)
- Colpo grosso (Ocean's 11), regia di Lewis Milestone (1960)

### Televisione
- Cinderella, regia di Ralph Nelson – film TV (1957)
- The New Breed – serie TV, episodio 1x13 (1961)
- La parola alla difesa (The Defenders) – serie TV, episodio 1x06 (1961)
- Scacco matto (Checkmate) – serie TV, episodio 2x33 (1962)